# Neurozerra roricyanea
Neurozerra roricyanea is een vlinder uit de familie van de Houtboorders (Cossidae). De wetenschappelijke naam van de soort is voor het eerst gepubliceerd in 1862 door Francis Walker.
De soort komt voor in Indonesië (Oost-Kalimantan), Maleisië (Maleisisch schiereiland en Sarawak) en Nieuw-Guinea.